# Cratere Puyo
Puyo  è un cratere sulla superficie di Marte.